# 1789 aux États-Unis
Pour des articles plus généraux, voir Chronologie des États-Unis et 1789.
Chronologie des États-Unis
- 1785
- 1786
- 1787
- 1788
- 1789
- 1790
- 1791
- 1792
- 1793

Cette page concerne des événements d'actualité qui se sont produits durant l'année 1789 du calendrier grégorien aux États-Unis.

## Gouvernement
- Congrès de la Confédération

puis
- Président : George Washington (Sans étiquette) à partir du 30 avril
- Vice-président : John Adams (Pro-Administration Party) à partir du 21 avril
- Secrétaire d'État intérimaire : John Jay à partir du 26 septembre
- Chambre des représentants - Président : Frederick Muhlenberg (Pro-Administration Party) à partir du 1er avril

## Événements
. 

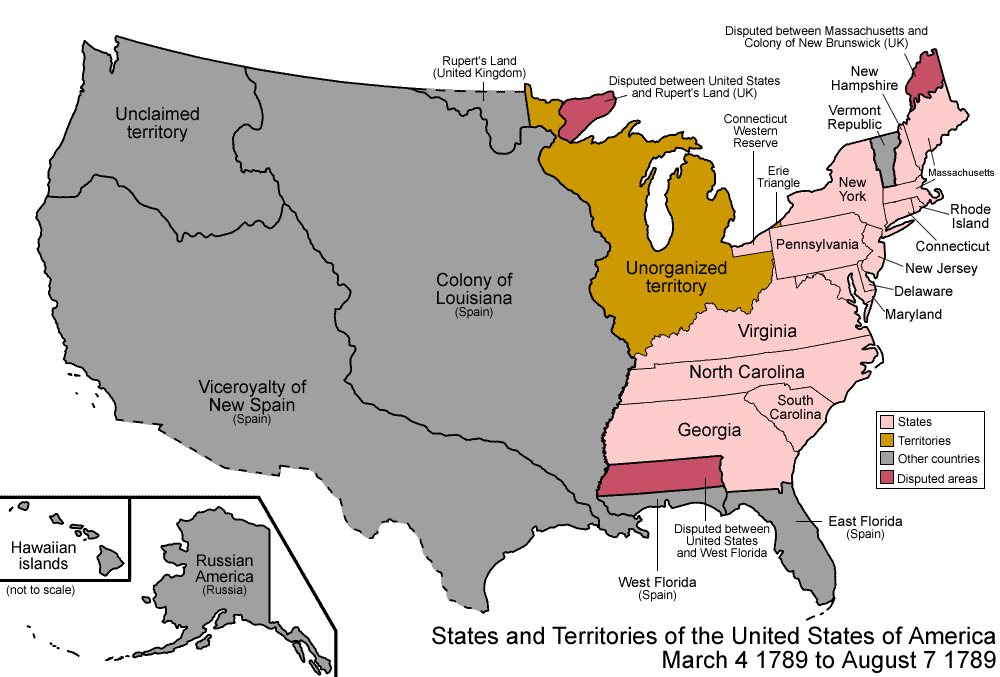
Carte des États et des Territoires des États-Unis comme ils étaient de mars 1789 à août 1789. Le 4 mars 1789, la constitution est ratifiée, bien que tous les États n'aient pas joint l'union à cette date ; pour simplifier cette carte, ils sont montrés tout de même.

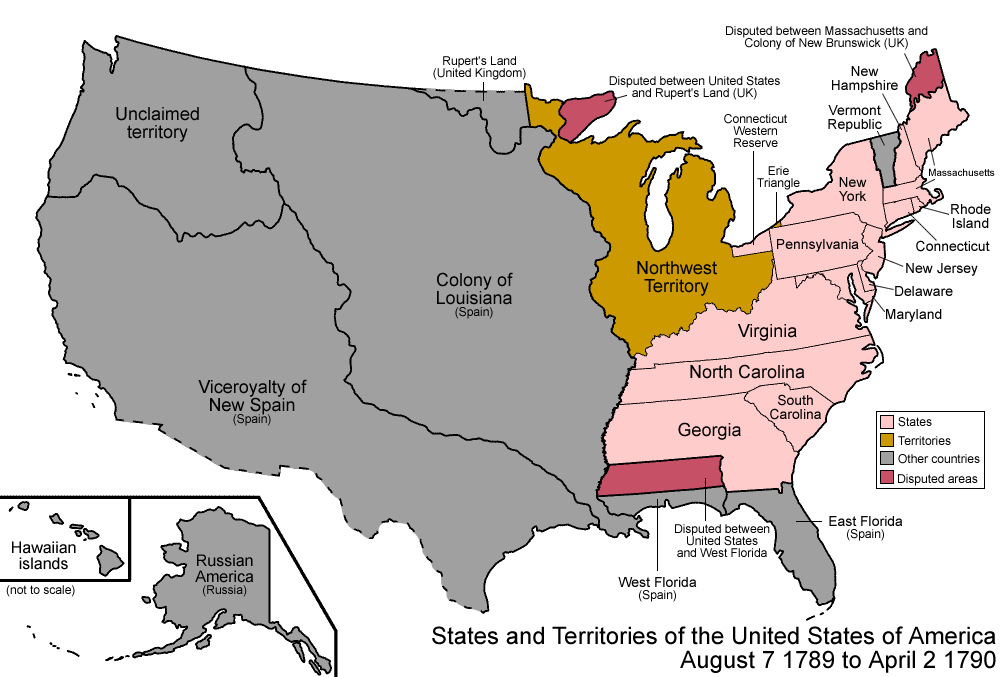
7 août 1789 - 2 avril 1790

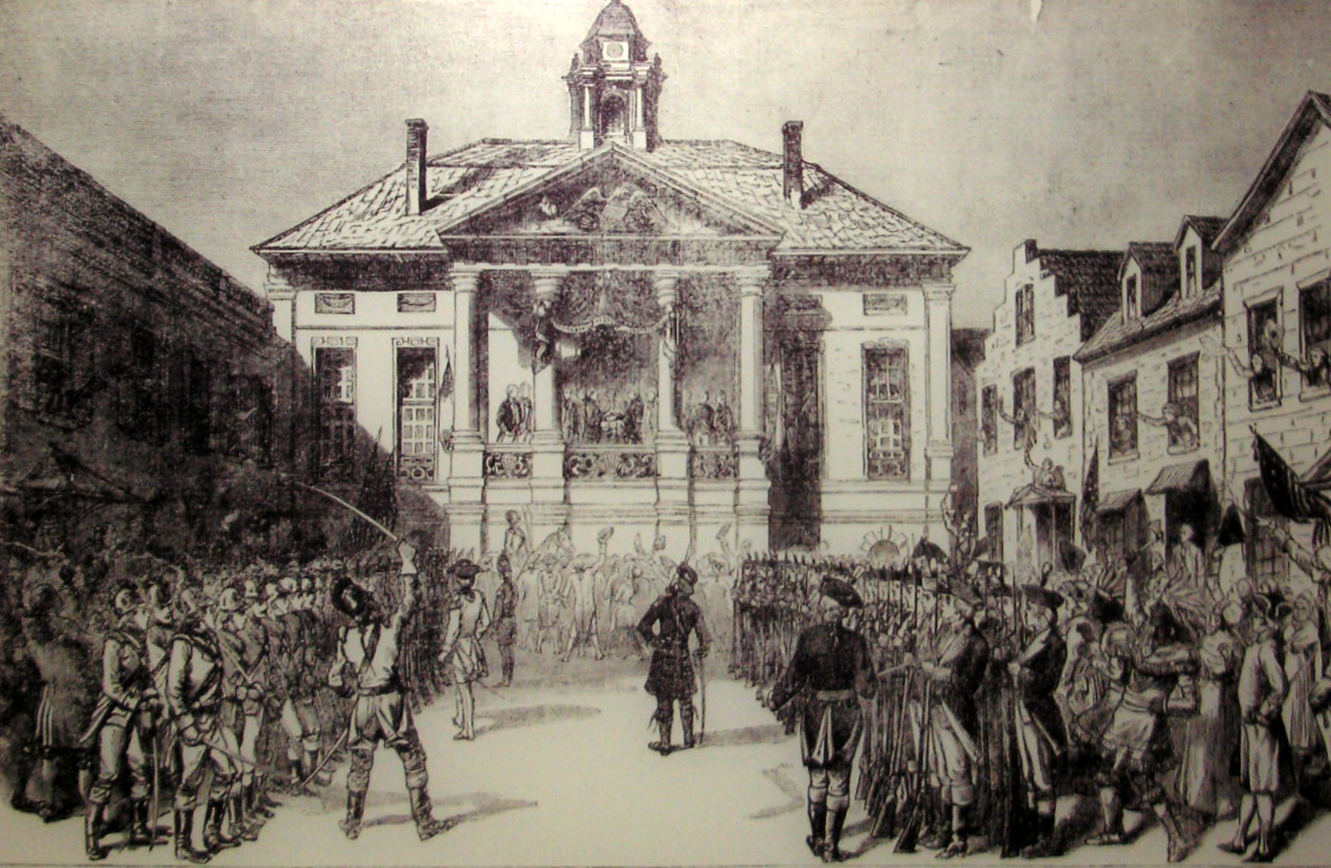
La cérémonie du serment de George Washington eut lieu sur le balcon de la Public House, plus tard appelé Federal Hall

- 7 janvier : première élection présidentielle aux États-Unis[1].
- 21 janvier : The Power of Sympathy, le premier roman américain, est imprimé à Boston.
- 23 janvier : l'université de Georgetown est fondée à Washington D.C..
- 4 février : George Washington est élu à l'unanimité premier Président des États-Unis par le Collège électoral des États-Unis[1].
- 4 mars : entrée en vigueur de la Constitution des États-Unis[2] (treize ans après la Déclaration d'indépendance des États-Unis). L'une de ses dispositions permet aux États esclavagistes l’inclusion à hauteur de trois cinquièmes de la population d'esclaves dans la population totale pour déterminer le niveau de représentativité de l'État [3].
- 1er avril : au Capitole, la Chambre des représentants des États-Unis atteint son premier quorum, et Frederick Muhlenberg est le premier à être élu comme Président de la Chambre des représentants des États-Unis.
- 6 avril : proclamation de l'élection de George Washington comme premier Président des États-Unis[4].
- 30 avril : cérémonie d'investiture à New York du premier président des États-Unis, George Washington[4].
- 9 mai : influencés par le Dr.Benjamin Rush, qui critique la consommation excessive d'alcool, environ 200 fermiers du Connecticut forment une association de modération à Litchfield.
- 1er juin : début de la construction de Fort Washington, à Losantiville (Cincinnati) dans l'Ohio, pour protéger les premières colonies américaines dans le Territoire du nord-ouest[5].
- 27 juillet : le Gouvernement fédéral des États-Unis créé le Department of Foreign Affairs, en septembre 1789 le département reçut son nom actuel de département d'État des États-Unis. Ce fut la première agence fédérale à être créée sous la nouvelle constitution. La Constitution des États-Unis donnait au Président la responsabilité de conduire les affaires étrangères de la nation, mais le besoin de disposer d'un département de l'exécutif spécialisé dans ce domaine se révéla rapidement.
- 7 août : 
  - Création du département de la Guerre des États-Unis.
  - Le Congrès organise le territoire du Nord-Ouest par l'ordonnance du Nord-Ouest du 13 juillet 1787[6]. Ce territoire regroupe les États actuels de l'Illinois, de l'Indiana, du Michigan et du Wisconsin, ainsi que le nord-est du Minnesota et la majeure partie de l'Ohio.

- 21 août : la Déclaration des Droits américaine est adoptée par la Chambre des représentants[7].
- 2 septembre : création du département du Trésor des États-Unis.
- 11 septembre : Alexander Hamilton (1755-1804) est nommé secrétaire au Trésor de 1789 à 1795[8]. Il propose une série de lois favorables aux plus riches et adoptées par le Congrès : mise en place d’une Banque des États-Unis, loi sur les tarifs douaniers pour venir en aide aux manufacturiers, remboursement des titres de la dette publique à leur valeur nominale la plus élevée, lois fiscales autorisant la collecte d’impôts pour permettre le remboursement de ces titres.
- 24 septembre : le Judiciary Act of 1789 (en) établit les juges fédéraux et les marshals.
- 29 septembre : le département de la Guerre des États-Unis établit la première armée régulière de la nation composée de plusieurs centaines d'hommes.

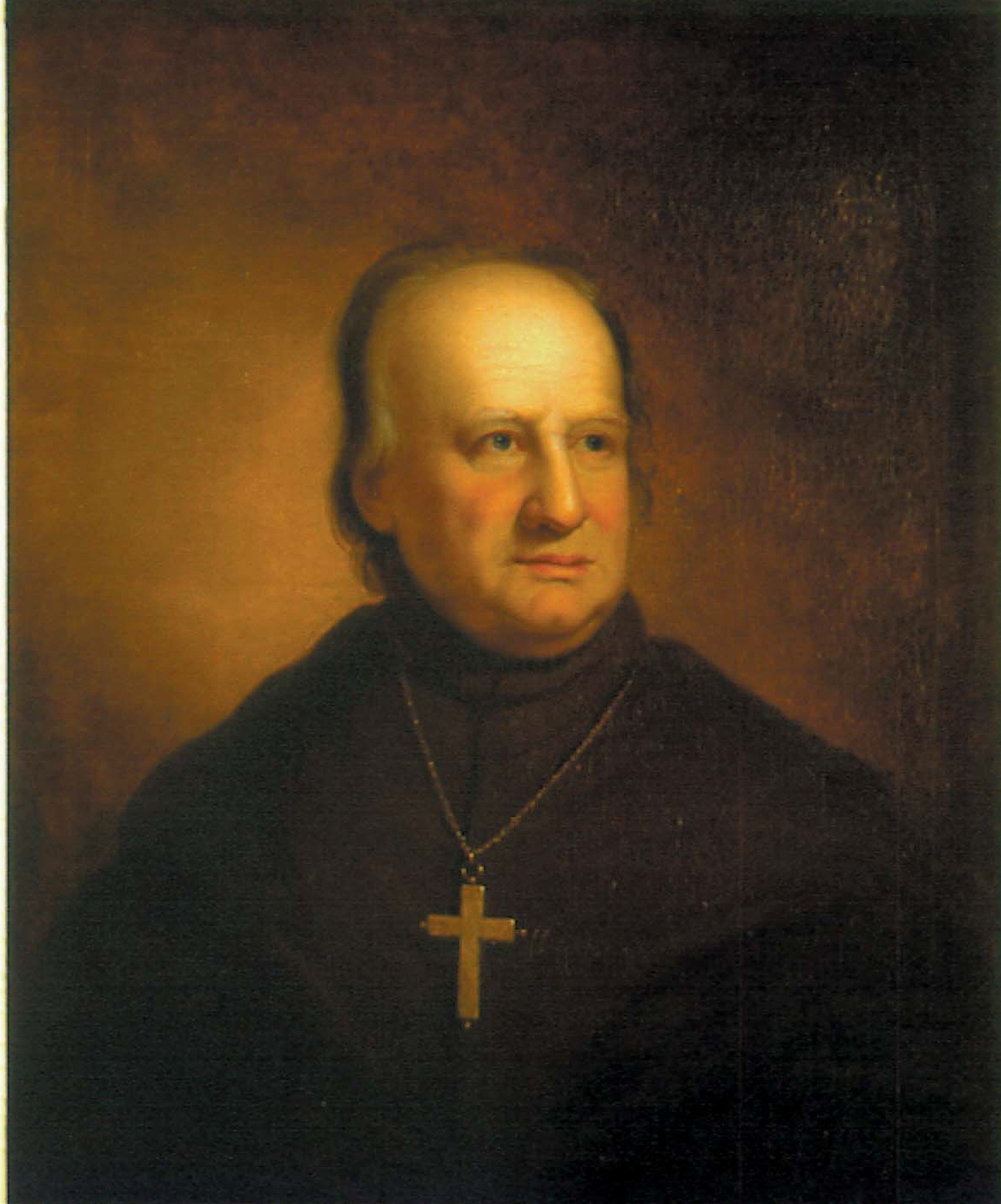
Portrait de John Carroll, premier évêque catholique aux États-Unis

- 6 novembre : John Carroll est confirmé comme le premier évêque catholique aux États-Unis après avoir été élu par le clergé local en avril de cette même année. Il sera ordonné évêque le 15 août 1790, il est chargé du diocèse de Baltimore.
- 20 novembre : le New Jersey est le premier état à ratifier la Déclaration des Droits.
- 21 novembre : la Caroline du Nord ratifie la Constitution des États-Unis et devient le douzième État des États-Unis.
- 26 novembre : On observe un jour national de Thanksgiving aux États-Unis.
- 11 décembre : fondation de l'Université de Caroline du Nord à Chapel Hill, c'est aujourd'hui la plus vieille université publique des États-Unis.
- 20 décembre : première filature industrielle de coton américaine d'après le procédé Arkwright introduite en Nouvelle-Angleterre par Samuel Slater.
- Thomas Jefferson revient d'Europe, apportant la première machine à macaronis aux États-Unis.

## Naissances
- 15 septembre : James Fenimore Cooper, écrivain américain né à Burlington dans le New Jersey, mort à Cooperstown dans l'État de New York le 14 septembre 1851. Il est notamment l'auteur du livre Le Dernier des Mohicans.

#### Articles généraux
- Chronologie de la révolution américaine
- Histoire des États-Unis de 1776 à 1865
- Évolution territoriale des États-Unis
- Histoire de la Louisiane
- Réfugiés français de Saint-Domingue en Amérique

#### Articles sur l'année 1789 aux États-Unis
- Élection présidentielle américaine de 1789